# Istituto Affari Internazionali
L'Istituto Affari Internazionali (IAI) è un centro studi italiano di relazioni internazionali, con sede a Roma. È tra i 20 più influenti centri studio a livello globale secondo il Global Go To Think Tank Index 2020, nelle categorie "Politica Estera e Relazioni Internazionali" e "Difesa e Sicurezza Nazionale", ed è uno dei più influenti in Italia assieme all'Istituto per gli studi di politica internazionale (ISPI).

## Storia
Lo IAI è un ente privato senza fini di lucro, creato l'11 ottobre 1965 dalla Fondazione Adriano Olivetti, dall'associazione di cultura e politica il Mulino e dal Centro Studi Nord e Sud, su iniziativa di Altiero Spinelli, suo primo direttore. Spinelli creò un istituto di studi internazionali sul modello dei think tank anglosassoni: una struttura snella, privata, distinta dagli istituti universitari e dagli uffici studi di enti e ministeri, ma con la capacità di interagire e cooperare con il governo, la pubblica amministrazione, i principali attori economici nazionali e gli altri centri studi. Nel 1980 è stato trasformato in ente morale.
Dal settembre del 2020 l'Istituto ha sede nel neorinascimentale Palazzo Cipolla, costruito tra il 1869 e il 1874 da Antonio Cipolla come sede della Cassa di Risparmio di Roma. Dal 1991 al 2020 l'Istituto ha avuto sede nel Palazzo Rondinini, costruito nel 1750 da Gabriele Valvassori per la marchesa Margherita Ambra Rondinini, oggi sede romana della Banca Monte dei Paschi di Siena. Nel 2001 questa sede ha subito un attentato dinamitardo rivendicato dai Nuclei Iniziativa Proletaria Rivoluzionaria (NIPR), vicini alle Nuove Brigate Rosse; l'esplosione distrusse il portone d'ingresso senza provocare ulteriori danni.

## Finanziatori
Omissis???

## Attività di ricerca
L'Istituto persegue tre obiettivi prioritari: ricerca scientifica;  elaborazione di idee e strategie politiche; formazione e diffusione della conoscenza dei problemi internazionali nei campi della politica estera, dell'economia e della sicurezza allo scopo di contribuire al progresso dell'integrazione europea e all'evoluzione del mondo verso forme di organizzazione sovranazionale.
La ricerca dello IAI è organizzata in sette diversi programmi:
- UE, politica e istituzioni: Nicoletta Pirozzi
- Attori globali (USA, America Latina, Asia, Russia): Riccardo Alcaro
- Mediterraneo, Medioriente e Africa: Maria Luisa Fantappiè
- Difesa, sicurezza e spazio: Alessandro Marrone
- Energia, clima e risorse: Margherita Bianchi
- Multilateralismo e governance globale: Ettore Greco
- Politica estera italiana: Leo Goretti

Le ricerche sono realizzate da uno staff scientifico composto di circa 40 ricercatori, inclusi 10 fra direttori d'area o di progetto. Gran parte dei progetti di ricerca sono condotti in collaborazione con istituti esteri con caratteristiche analoghe.

## Pubblicazioni
L'istituto pubblica periodici e monografie:
- The International Spectator, trimestrale di politica internazionale, in peer review: Daniela Huber, Leo Goretti
- Trends and Perspectives in International Politics, collana di libri su questioni relative alle relazioni internazionali: Leo Goretti
- IAI Research Studies, collana di libri su problemi di politica ed economia internazionale: Leo Goretti
- IAI Papers, sui progetti di ricerca dell'istituto: Riccardo Alcaro
- Documenti IAI, sulle aree di ricerca scientifica: Alessandro Marrone
- IAI Commentaries, per gli approfondimenti sulle tematiche di attualità: Leo Goretti
- AffarInternazionali, rivista on-line di politica, strategia ed economia: Francesco De Leo (dir. responsabile), Stefano Silvestri (dir. editoriale).